# Les Mots perdus
Pour plus de détails, voir Fiche technique et Distribution.
Les Mots perdus est un film documentaire sur l'aphasie, réalisé par Marcel Simard et sorti en 1993, co-produit en Montréal par sa compagnie de production Virage avec l'Office national du film du Canada.

## Synopsis
La vie de quatre personnes vivant avec l'aphasie.

## Fiche technique
- Titre : Les Mots perdus
- Réalisation : Marcel Simard
- Scénario : Marcel Simard
- Photographie : Philippe Lavalette et Pierre Mignot
- Son : Gilles Corbeil
- Musique : Judith Gruber-Stitzer
- Montage : François Gill
- Société de production : Virage Production/ONF
- Pays d'origine :  Canada
- Genre : Documentaire
- Durée : 87 minutes
- Date de sortie :
  - Canada : 2 septembre 1993 (première en clôture du Festival international de cinéma de Sherbrooke)[2]
  - France : 19 octobre 1994